# Villanova Biellese
Villanova Biellese ist eine Gemeinde mit 175 Einwohnern (Stand 31. Dezember 2023) in der italienischen Provinz Biella (BI), Region Piemont.
Die Nachbargemeinden sind Buronzo, Carisio, Massazza, Mottalciata und Salussola.

## Geographie
Das Gemeindegebiet umfasst eine Fläche von sieben km².